# Бюлбюлови
Бюлбюловите (Pycnonotidae) са семейство средни по размер врабчоподобни пойни птици, включващо над 150 вида, разпределени в 27 рода.

## Разпространение и местообитание
Семейството е разпространено най-вече в Африка и Близкия изток, от тропическите части на Азия до Индонезия, и на север до Япония. Няколко островни вида се срещат в тропическите острови на Индийския океан.
Докато местообитанията на някои видове са разнообразни, африканските видове се срещат предимно в по-откритите площи на тропическите гори.

## Описание
Бюлбюловите са късоврати и слаби врабчоподобни птици, с дълги опашки и къси и закръглени крила. При почти всички видове клюнът е леко удължен и леко закривен в края. Дължината им варира от 13 cm за Phyllastrephus debilis до 29 cm при жълтоглавият бюлбюл. Като цяло двата пола са еднакви, въпреки че в някои случаи женските могат да бъдат малко по-малки. Оперението при някои видове е в жълто, червено или оранжево, но повечето са оцветени в сиво и черно. Някои от тях имат много различни гребени.

## Размножаване
Тези птици обикновено са моногамни, с изключение на Eurillas latirostris. Женските снасят до пет лилаво-розови яйца. Инкубационният период обикновено трае между 11 – 14 дни, а пиленца се излюпват след 12 – 16 дена.

## Хранене
Храната им е много разнообразна – варира от плодове до семена, нектар, малки насекоми, други членестоноги и дори малки гръбначни животни.

## Класификация
Бюлбюловите включват 27 рода:
Семейство Бюлбюлови
- Род Spizixos (2 вида)
- Род Pycnonotus (49 вида)
- Род Arizelocichla (12 вида)
- Род Stelgidillas
- Род Eurillas (5 вида)
- Род Andropadus
- Род Calyptocichla
- Род Baeopogon (2 вида)
- Род Ixonotus
- Род Chlorocichla (5 вида)
- Род Atimastillas
- Род Thescelocichla
- Род Phyllastrephus (21 вида)
- Род Bleda (4 вида)
- Род Criniger (5 вида)
- Род Alophoixus (7 вида)
- Род Acritillas
- Род Setornis
- Род Tricholestes
- Род Iole (4 вида)
- Род Ixos (4 вида)
- Род Thapsinillas (3 вида)
- Род Hemixos (3 вида)
- Род Hypsipetes (15 вида)
- Род Cerasophila – белоглави бюлбюли
- Род Neolestes
- Род Malia